# Лютер (Оклахома)
Лютер — город в штате Оклахома. Является частью Оклахома-Сити. Население — 612 человек (2000). 5 августа 2012 года Лютер из-за лесных пожаров полностью сгорел.

## Демография
По данным Бюро переписи населения в 2000 году средний доход семьи в городе составлял $ 35 625. У мужчин средний доход составлял от $ 27 083, а у женщин — $  20 208. При этом средний доход на человека в городе составил $ 13 934.